# Trèbes
Trèbes (en occitano, Trebes) es una comuna francesa situada en el departamento de Aude, en la región de Occitania. 

## Demografía
| 2294 | 2958 | 4007 | 5526 | 5575 | 5495 | 5416 |
| Para los censos de 1962 a 1999 la población legal corresponde a la población sin duplicidades (Fuente: INSEE [Consultar]) |      |      |      |      |      |      |

## Imágenes

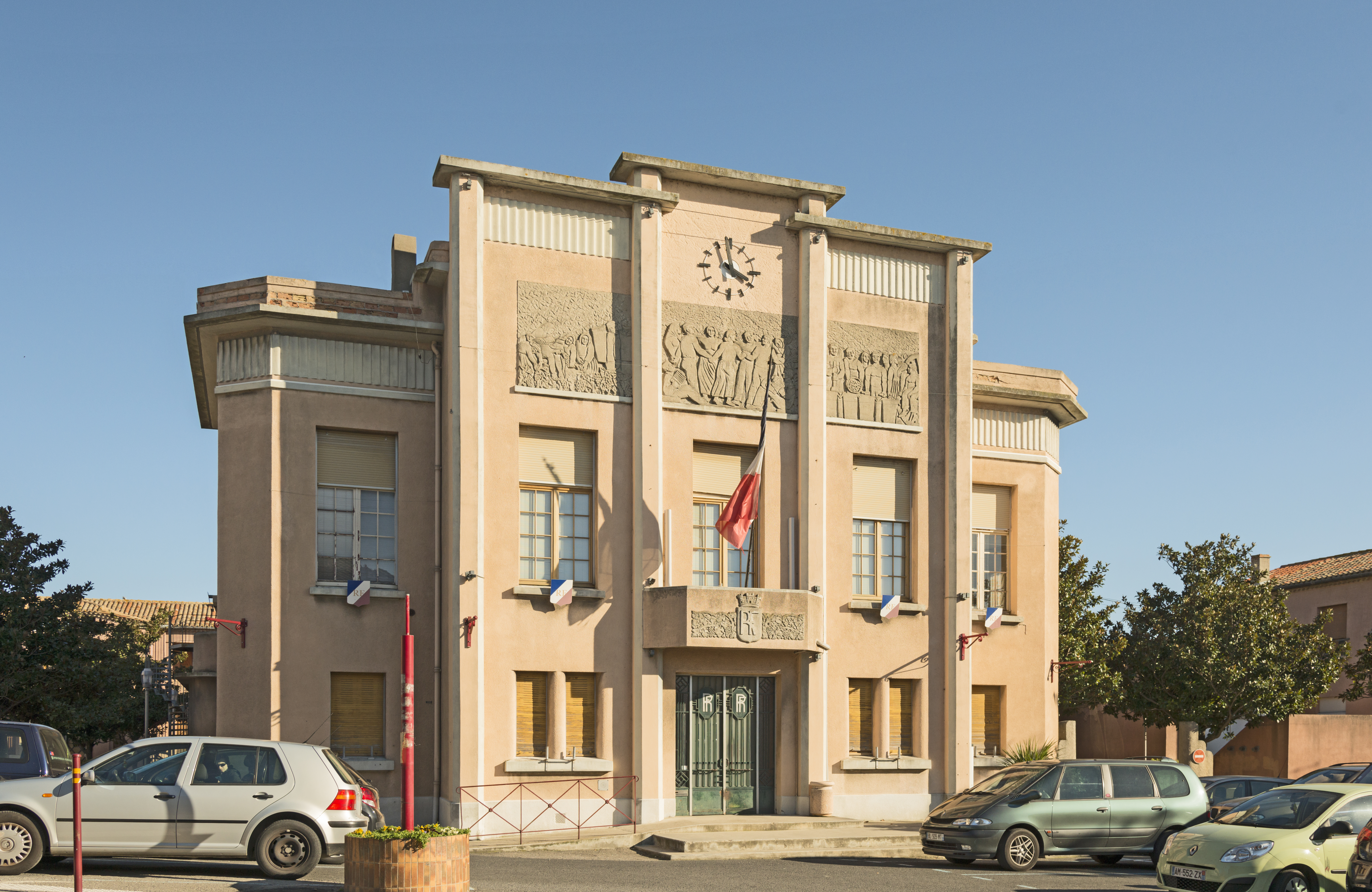
Edificio del Ayuntamiento
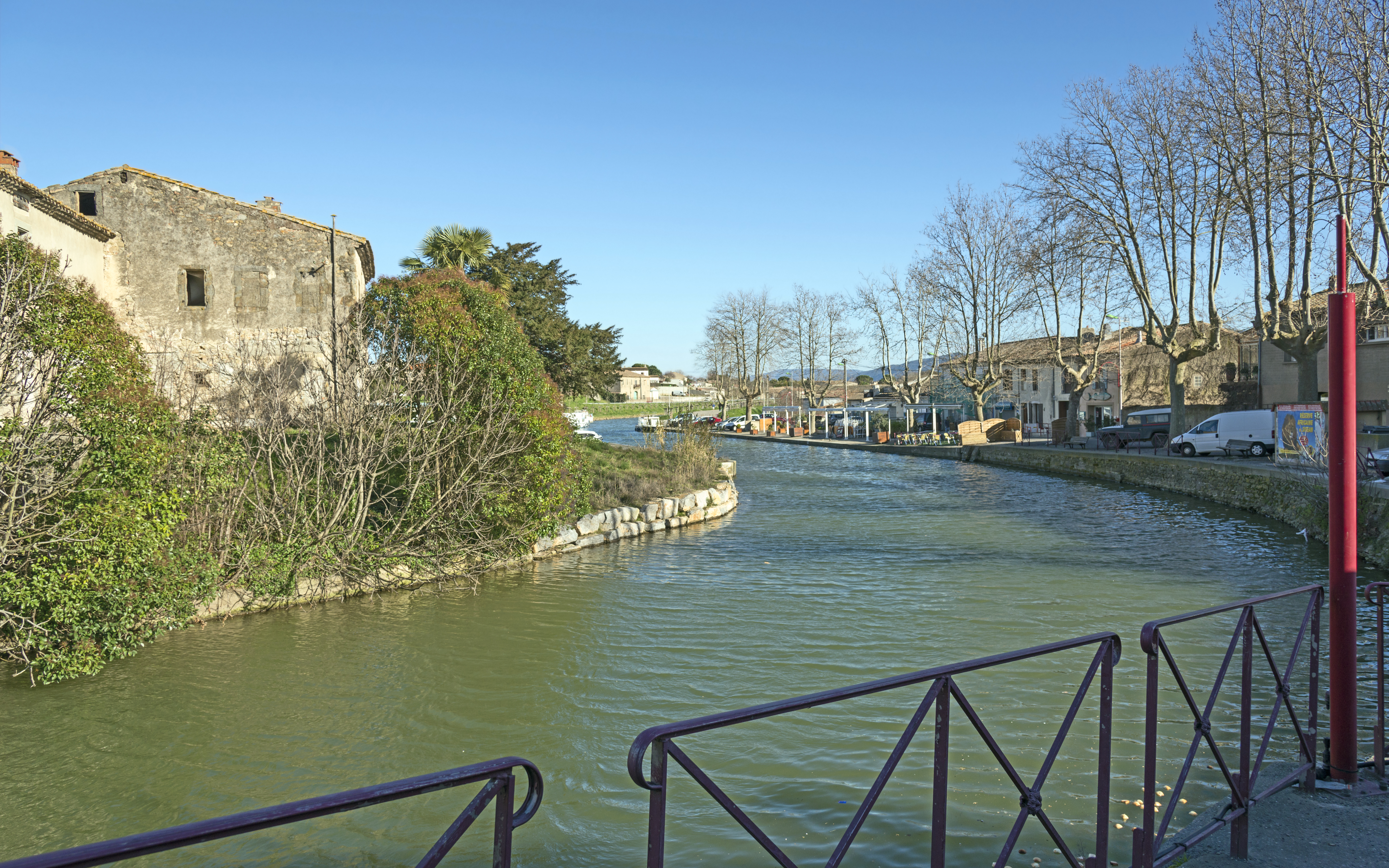
Canal du Midi
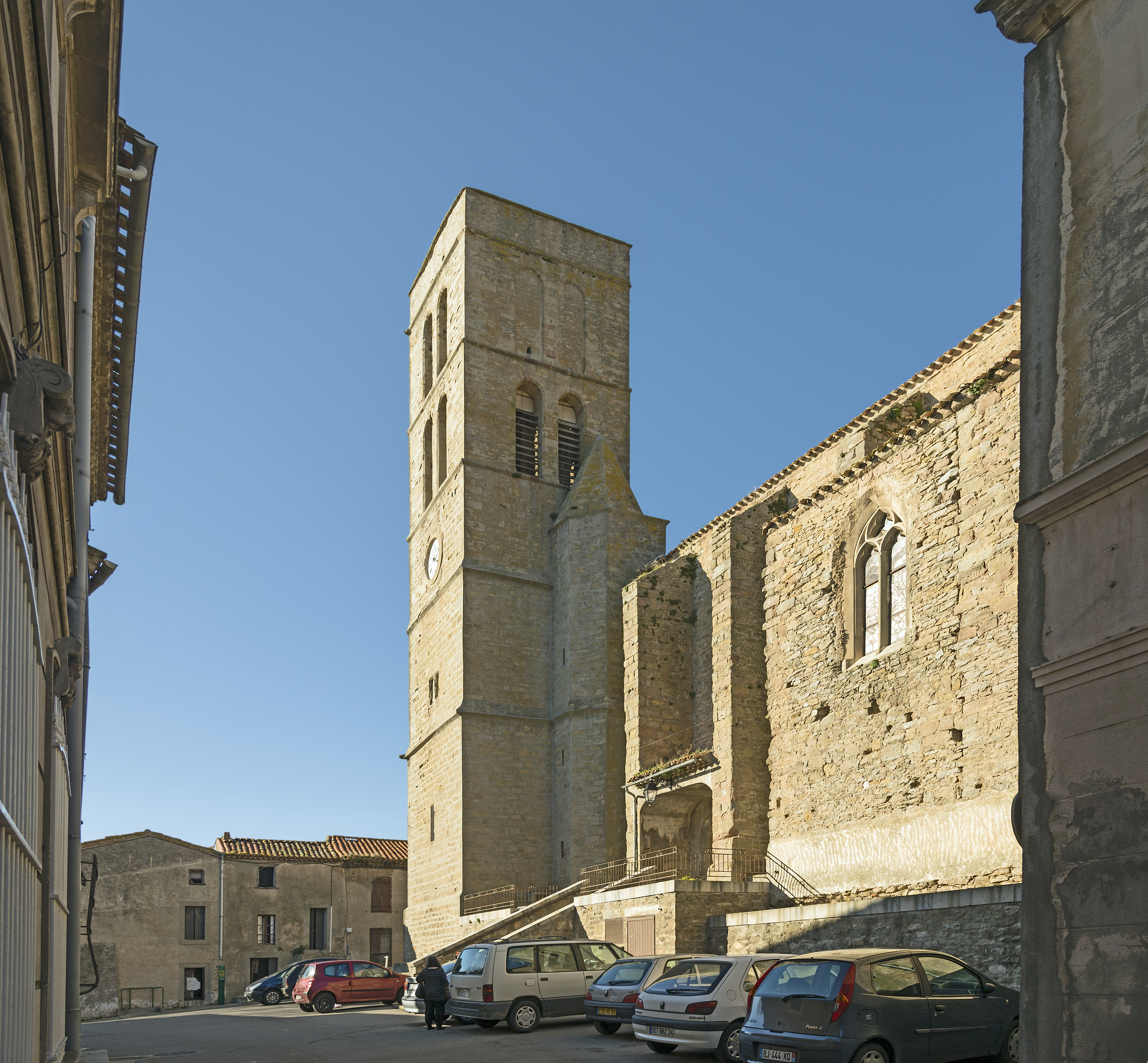
Fachada sur de la iglesia Saint-Étienne